# روبرتو سوريانو
روبرتو سوريانو ((بالإنجليزية: Roberto Soriano)؛ مواليد 8 فبراير 1991) لاعب كرة قدم ألماني–إيطالي يجيد اللعب في مركز الوسط ويلعب حالياً مع نادي سامبدوريا في الدوري الإيطالي الممتاز.

## روابط خارجية
- روبرتو سوريانو على موقع الاتحاد الأوربي (الإنجليزية)
- روبرتو سوريانو على موقع قاعدة بيانات كرة القدم.إي يو (الإنجليزية)
- روبرتو سوريانو على موقع بيانات كرة القدم. دي إي (الألمانية)
- روبرتو سوريانو على موقع ليكيب (الفرنسية)
- روبرتو سوريانو على موقع ناشيونال فوتبول تيمز (الإنجليزية)
- روبرتو سوريانو على موقع Soccerbase.com (لاعب) (الإنجليزية)
- روبرتو سوريانو على موقع Soccerway.com (الإنجليزية)
- روبرتو سوريانو على موقع عالم كرة القدم.نت (الإنجليزية)
- روبرتو سوريانو على موقع كووورة
- روبرتو سوريانو على موقع AS.com (الإسبانية)